# Kostel svatého Mikuláše (Bohuslavice)
Kostel svatého Mikuláše v Bohuslavicích stojí na nejvyšším místě uprostřed obce, je chráněn jako kulturní památka České republiky.
Kostel v Bohuslavicích je zmiňován již v roce 1100, ale v románském slohu bez věže. Přestavěn byl v letech 1359-1373 Sezimou z Dobrušky. Na západní straně byla přidána malá věž s gotickými okny. Roku 1605 byla postavena renesanční zvonice. Znovu byl kostel do dnešní podoby přestavěn v roce 1687. Při tom byly pořízeny dva hlavní oltáře a vnitřní výzdoba. V roce 1777 byl kostel zevnitř i zvenku obílen a byl zřízen oltář svaté Anny. Varhany z roku 1784 jsou od neznámého výrobce.
Kostel byl farní od roku 1384, v roce 1626 se stal filiálním kostelem k Novému Městu nad Metují, od roku 1742 dostal lokalistu, který vedl matriky a od roku 1857 se stal farním kostelem a dostal svého faráře. Do farnosti Bohuslavice patří Černčice a Vršovka.
Před kostelem stojí socha sv. Václava.

## Bohoslužby
Bohoslužby se konají v neděli v 9.30, ve čtvrtek a v pátek.

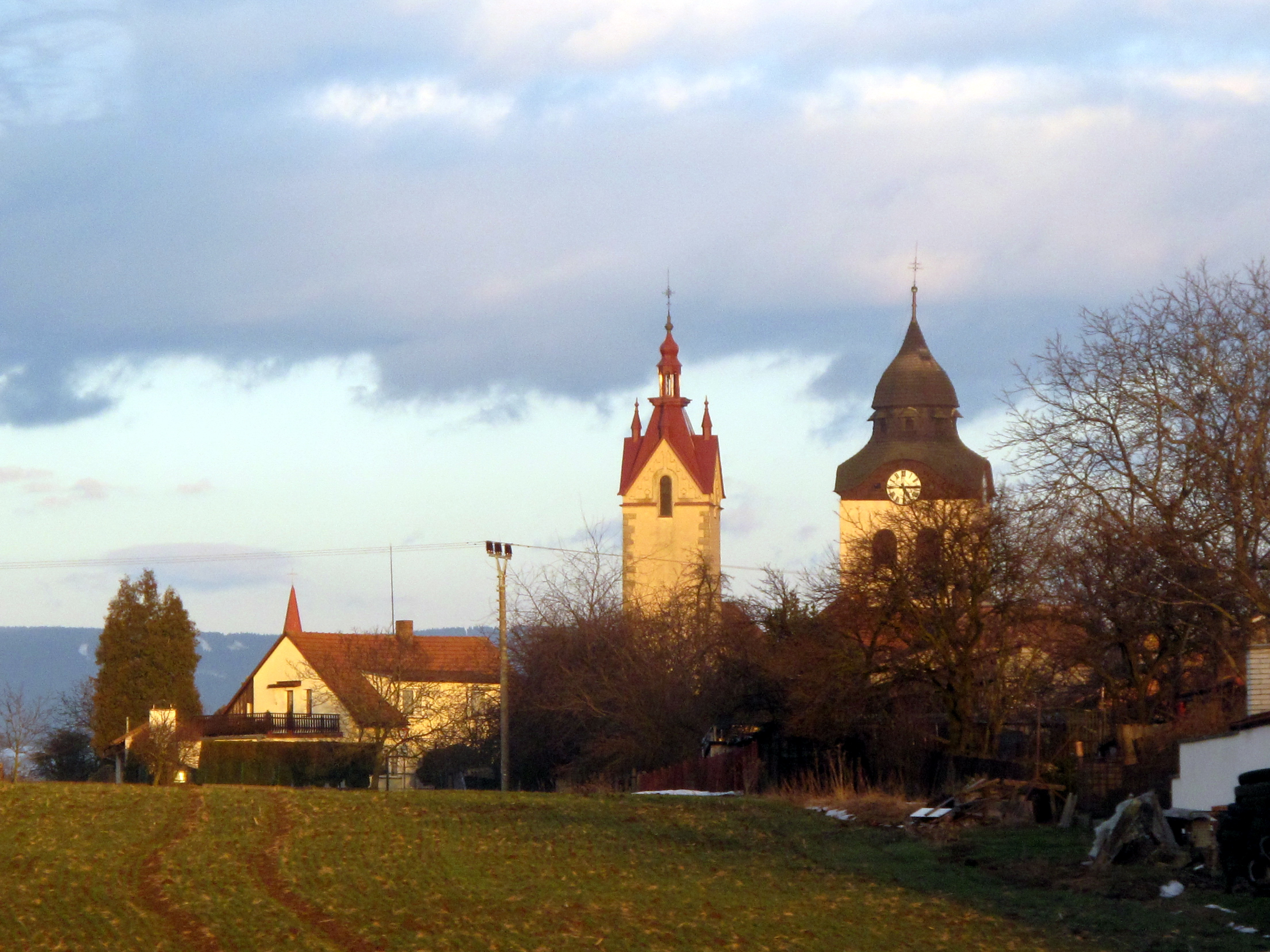
Věže kostela
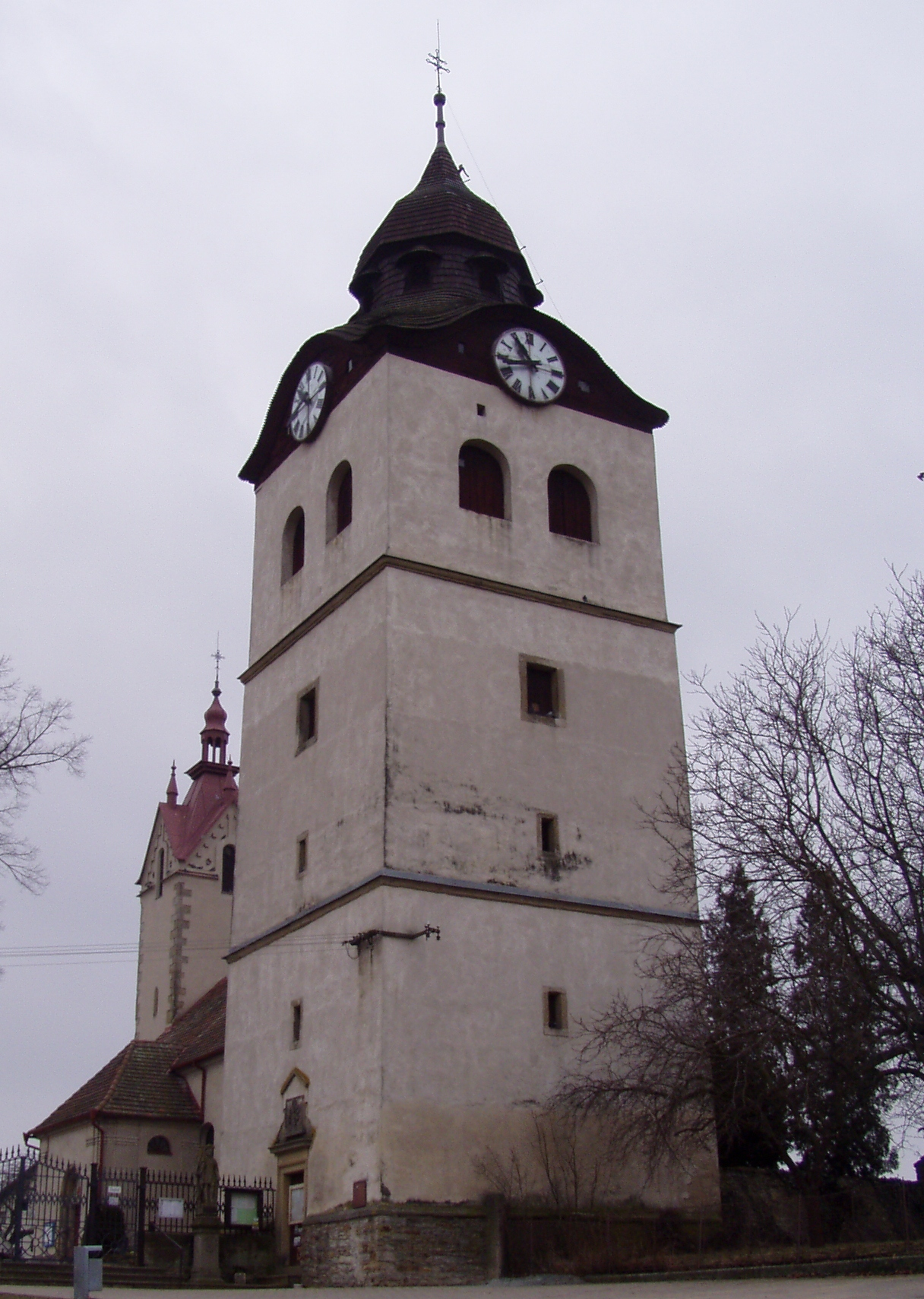
Zvonice
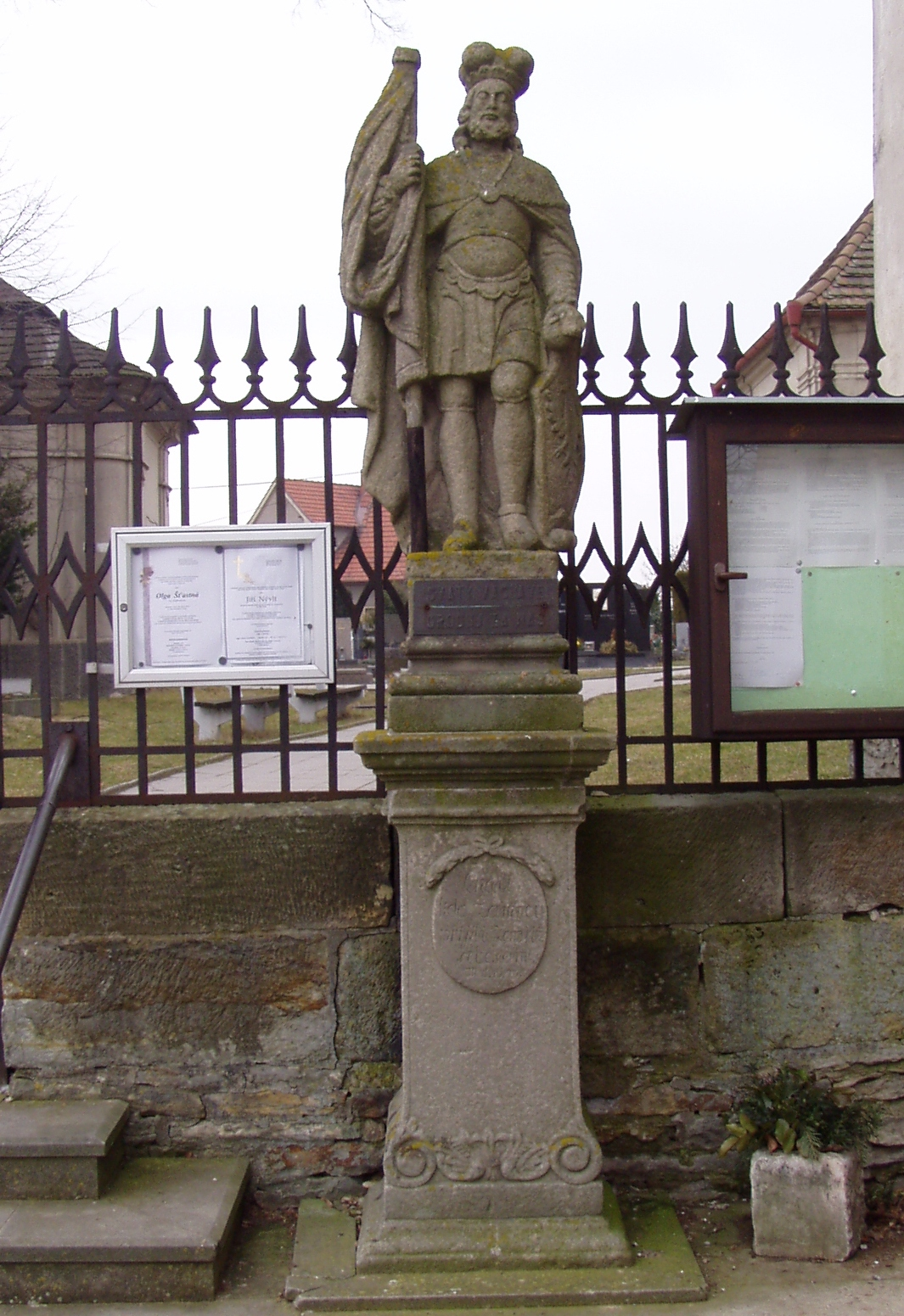
Socha sv. Václava